# Далкюрд ФФ
„Далкюрд“ е шведски футболен клуб от град Борланге известен още като „Далкюрд ФФ“, до настоящия момент играе в Суперетан, втората по сила дивизия на Швеция. Основан през 2004 година от десет кюрдси имигранти. Клубът започва участието си от 7 дивизия (9-а по сила лига) през 2005 година. В течение на 5 години подред до 2009 година клуб силно прогресира и се изкачва от лига в лига. Dalkurd FF влиза в състава на Футболната асоциация на провинция Даларна (Dalarnas Fotbollförbund). През сезон 2017 за първи път в историята си успява да си извоюва място във висшата футболна лига на Швеция финиширайки на второ място в крайното класиране, на 4 точки от шампиона на втора дивизия „Бромапойкарна“.

## История
„Далкюрд“ е основан през 2004 година от местни жители. Основните цел на отбора е съдействие на младежите в града. През 2014 година група млади играчи са изхвърлени от най-големия клуб в Борланге – „ИК Браге“. Според Кизил по дисциплинарни причини. Неудобният обрат на събитията за тях стават катализатор на мисълта за създаване на собствен футболен клуб. През октомври същата година започна приказката на „Далкюрд“. Първият им отбор започва от най-ниското ниво на шведския футбол, е съставен малко или много от играчи, изгонени от „Браге“. Повечето футболисти са млади със средна възраст от 17 години. За 5 години са спечелени 5 промоции и тимът се озовава в „Дивизия 1“ (третото ниво на шведския футбол). Едва тогава тимът сменя седалището си от обикновен гараж като приспособява две стаи на клубния си стадион „Домнарсвален“. Заради необичайния прогрес на отбора получава по-голямо внимание от средствата за масова информация, както в Швеция, така и в други страни. За първите четири сезона клубът печели 68 от 75 си мача и с голова разлика +421. В 4 дивизия през 2009 година е установен клубен рекорд с реализирани 126 гола в 22 мача. През 2008 година около половината играчи на отбора са кюрди от вилаета Мардин в Турция. През следващия сезон в отбора влизат футболисти от 14 различни националности.

### Привърженици
Повечето от привържениците на клуба са от кюрдски произход, живеещи из целия свят.

### Емблема
Емблемата представлява знамето на Кюрдистан с два коня от двете страни на Слънцето, символизиращи Valleyhorse (Dalahästen).